# Erebia dabanensis
Erebia dabanensis is een vlinder uit de onderfamilie Satyrinae van de familie Nymphalidae (aurelia's). De wetenschappelijke naam is voor het eerst geldig gepubliceerd in 1871 door Nicolas Grigorevich Erschoff.
De soort komt voor in Europa.